# Luc Kassi
Aketchi Luc-Martin Kassi (Abidjan, 20 agosto 1994) è un calciatore ivoriano, centrocampista dell'Afturelding.

## Carriera
Proveniente dallo Sporting Consultant, Kassi ha firmato per i norvegesi dello Stabæk – con cui già si allenava – al compimento del 18º anno d'età, il 28 agosto 2012: ha scelto la maglia numero 28. Ha esordito in Eliteserien il 16 settembre successivo, subentrando a Veigar Páll Gunnarsson nel successo esterno per 1-2 maturato sul campo dell'Odd Grenland. Ha disputato 5 partite in questa porzione di stagione, al termine della quale lo Stabæk è retrocesso in 1. divisjon.
Il 4 maggio 2013 ha trovato la prima rete con questa maglia, nel pareggio casalingo per 2-2 contro il Bryne. Ha contribuito, con 26 presenze e 7 reti in campionato, al 2º posto finale dello Stabæk ed alla conseguente promozione in Eliteserien.
L'11 maggio 2014 ha siglato la prima marcatura nella massima divisione locale, nel successo per 3-2 sul Sarpsborg 08. Il 2 settembre 2015 ha rinnovato il contratto che lo legava allo Stabæk fino al 30 giugno 2019.
Al termine del campionato 2016, lo Stabæk è stato costretto ad affrontare le qualificazioni all'Eliteserien per mantenere il proprio posto nella massima divisione norvegese: nella doppia sfida contro il Jerv, Kassi ha contribuito alla vittoria della sua squadra e quindi alla sua salvezza.
Il 30 agosto 2018 ha prolungato il contratto che lo legava al club fino al 31 dicembre 2021.
A marzo 2021 ha subito un infortunio al legamento crociato che lo ha tenuto lontano dai campi da gioco per l'intera stagione. Alla fine di quella stessa annata, nel frattempo, lo Stabæk è retrocesso in 1. divisjon.
Il 3 dicembre 2021 ha raggiunto un accordo per rinnovare il contratto con il club fino al 31 luglio 2022.
Dopo un breve periodo di prova in squadra, il 4 febbraio 2023 ha firmato un accordo con i faroesi del KÍ Klaksvík, con i quali nel corso della stagione 2023-2024 ha anche giocato 3 partite nella fase a gironi di Conference League.
Nel marzo 2024 ha firmato un contratto biennale con il Degerfors, squadra militante nella Superettan, la seconda serie del campionato svedese. La formazione ha chiuso il torneo al primo posto conquistando la promozione, mentre Kassi è stato impiegato principalmente come sostituto, totalizzando 20 presenze di cui 17 da subentrante. Nonostante il salto di categoria, Kassi ha iniziato con il club anche la stagione 2025, collezionando tre presenze in Allsvenskan (tutte dalla panchina) nella prima metà del campionato.
Nel luglio 2025 ha rescisso consensualmente il contratto con il Degerfors per trasferirsi in Islanda, all'Afturelding, con un accordo valido fino al termine dell'anno.

## Statistiche

### Presenze e reti nei club
Statistiche aggiornate al 4 febbraio 2023.
| Stagione       | Club          | Campionato    | Campionato | Campionato | Coppe nazionali | Coppe nazionali | Coppe nazionali | Coppe continentali | Coppe continentali | Coppe continentali | Supercoppe | Supercoppe | Supercoppe | Totale | Totale |
| Stagione       | Club          | Comp          | Pres       | Reti       | Comp            | Pres            | Reti            | Comp               | Pres               | Reti               | Comp       | Pres       | Reti       | Pres   | Reti   |
| -------------- | ------------- | ------------- | ---------- | ---------- | --------------- | --------------- | --------------- | ------------------ | ------------------ | ------------------ | ---------- | ---------- | ---------- | ------ | ------ |
| ago.-dic. 2012 | Stabæk        | ES            | 5          | 0          | CN              | -               | -               | UEL                | -                  | -                  | -          | -          | -          | 5      | 0      |
| 2013           | Stabæk        | 1D            | 26         | 7          | CN              | 2               | 0               | -                  | -                  | -                  | -          | -          | -          | 28     | 7      |
| 2014           | Stabæk        | ES            | 29         | 5          | CN              | 6               | 4               | -                  | -                  | -                  | -          | -          | -          | 35     | 9      |
| 2015           | Stabæk        | ES            | 28         | 8          | CN              | 6               | 0               | -                  | -                  | -                  | -          | -          | -          | 34     | 8      |
| 2016           | Stabæk        | ES            | 23+2       | 4+0        | CN              | 3               | 1               | UEL                | 0                  | 0                  | -          | -          | -          | 28     | 5      |
| 2017           | Stabæk        | ES            | 21         | 4          | CN              | 5               | 2               | -                  | -                  | -                  | -          | -          | -          | 26     | 6      |
| 2018           | Stabæk        | ES            | 0          | 0          | CN              | 0               | 0               | -                  | -                  | -                  | -          | -          | -          | 0      | 0      |
| 2019           | Stabæk        | ES            | 23         | 4          | CN              | 3               | 1               | -                  | -                  | -                  | -          | -          | -          | 26     | 5      |
| 2020           | Stabæk        | ES            | 15         | 3          | -               | -               | -               | -                  | -                  | -                  | -          | -          | -          | 15     | 3      |
| 2021           | Stabæk        | ES            | 0          | 0          | CN              | 0               | 0               | -                  | -                  | -                  | -          | -          | -          | 0      | 0      |
| gen.-lug. 2022 | Stabæk        | 1D            | 2          | 0          | CN              | 1               | 0               | -                  | -                  | -                  | -          | -          | -          | 3      | 0      |
| Totale Stabæk  | Totale Stabæk | Totale Stabæk | 172+2      | 35+0       |                 | 26              | 8               |                    | 0                  | 0                  |            | -          | -          | 200    | 43     |
| 2023           | KÍ Klaksvík   | UD            | 0          | 0          | CF              | 0               | 0               | UCL                | 0                  | 0                  | -          | -          | -          | 5      | 0      |
| Totale         | Totale        | Totale        | 172+2      | 35+0       |                 | 26              | 8               |                    | 0                  | 0                  |            | -          | -          | 200    | 43     |

## Palmarès

### Club

#### Competizioni nazionali
- Supercoppa delle Fær Øer: 1

KÍ Klaksvík: 2023
- Superettan: 1

Degerfors: 2024